# Manipulator modificaputis
Manipulator modificaputis (лат.) — ископаемый вид таракановых из семейства Manipulatoridae. Бирманский янтарь, Меловой период (около 99 млн лет).

## Этимология
Родовое название Manipulator указывает на чрезвычайно длинные конечности для манипулирования добычей. Видовое название M. modificaputis образовано от латинских слов modificare (регулировать) и caput (голова), что указывает на модифицированную голову.

## Описание
У таракана вытянутая шея, свободно вращающаяся голова и длинные ноги, что свидетельствует о хищном образе жизни. Однако по состоянию на 2022 год считается, что M. modificaputis обычно жил вокруг цветов и питался ими. Кроме того, это насекомое имеет некоторые характеристики, внешне схожие с богомолами, однако отличающиеся от них многими признаками. Длина тела насекомого составляет 9,3 миллиметра, длина передних крыльев 14,7 миллиметра у самца и 10,9 миллиметра длина тела самки, 13,4 миллиметра длина передних крыльев у самки. Предположительно преследующие хищные тараканы.
Этот вид был найден вместе с десятками других вымерших видов насекомых, полностью сохранившихся в янтаре, что делает Noije Bum в районе долины Hukawng Valley (Мьянма) одним из самых важных регионов для янтарных окаменелостей, содержащих полностью сохранившихся насекомых.

## Систематика
Вид был впервые описан в 2015 году палеоэнтомологами Петером Вршанским (Peter Vršanský; Institute of Zoology, Словацкая академия наук, Братислава, Словакия) и Günter Bechly (Staatliches Museum für Naturkunde Stuttgart, Штутгарт, Германия) по материалам из бирманского янтаря (Мьянма). Изучив янтарный образец, авторы выделили новое семейство Manipulatoridae, основываясь на «уникальном габитусе с многочисленными аутапоморфиями и несколькими плезиоморфиями». Другие экземпляры, включая молодой, были обнаружены в янтарных шахтах Мьянмы и описаны в 2022 году. В 2022 году рассматривался в составе надсемейства Corydioidea. В 2024 году включен в состав надсемейства Raphidiomimoidea Vishniakova, 1973, куда отнесены Manipulatoridae вместе с семействами Caloblattinidae, Phyloblattidae Schneider, 1983; Liberiblattinidae Vršanský, 2002; Skokidae Vršanský, 2007; Raphidiomimidae Vishniakova, 1973; Latiblattidae Vršanský, 2024; и возможно Voltziablatta‐group.